# Hronična akustička trauma
Hronična akustička trauma je specifično oštećenje srednjeg uva koja nastaje kao posledica stalnog i hroničnog (dugotrajnog) izlaganja akustičkim dražima inteziteta preko 80dB.
Ova vrsta mehaničkog oštećenja sluha najzastupljenija je kod radnika koji dugo rade u uslovima buke: u fabrikama, u diskotekama, na aerodromima ili sa pneumatskim kompresorom bez adekvatnih mera zaštite od buke. Prema međunarodnim standardima ova vrsta oštećenja uva praćena padom sluha spadaju u profesionalna oboljenja koja su pored otorinolaringologije i predmet proučavanja medicine rada. 
U cilju prevencije oštećenja sluha hroničnom akustičkom traumom širom sveta doneti su propisi kojima je regulisano da kod profesionalne izloženosti buci: tako da je kod buke od 90dB dozvoljeno maksimalno trajanje ekspozicije 8 časova, a za buku od 100 dB maksimalna ekspozicija 2 časa u toku jednog radnog dana.

## Epidemiologija
Industrijska buka, koja je konstantno prisutna u radnoj sredini nosi naziva i „bela“ buka zato što sadrži veliki spektar raznih zvukova, u savremenom svetu i svakodnevnom životu, zbog sve veće industrijalizacije, razvoja saobračaja i urbanizacije, postoje sve veći ne samo industrijski već i komunalni problem, ili „komunalna buka” u 21.veku, čiji nivo dostiže 80 i više dB. Takođe i ekscesivno jaka muzika, posebno u zatavorenom prostoru može uzrokovati  nastanak hronične akustičke traume.
Kako postoje individualne razlike u osetljivosti na oštećenje uva izazvana bukom, osobe starije životne dobi i osobe sa hroničnim zapaljenjima srednjeg uva, Menierove i drugih bolesti, su mnogo više izloženije 
njenom štetnom dejstvu.
Prema istraživanjima u Evropi 40% stanovništva izloženo je saobraćajnoj  buci intenziteta iznad 55 dB tokom dana, a čak 20% je izloženo buci čiji nivo prelazi 65 dB. Ti nivoi buke smatraju se nedopustivim za dugotrajnu izloženost stanovništva.
Ako se analizira izloženost ljudi buci na radu, podaci su lošiji i to ne samo u nerazvijenim već i u ekonomski razvijenim zemljama širom sveta. Tako je npr. u SAD-u oko 30% radne populacije izloženo buci na radu i to intenziteta iznad 85 dB, a 20% populacije buci iznad 90 dB. 
Procenjuje  se da izloženost buci preko 90 dB tokom celog radnog staža uzrokuje kod 25% izloženih radnika trajno oštećenje sluha. 
U Evropskoj uniji 30% privrednika više od četvrtine radnog vremena provodi u buci opasnoj po zdravlje tako da ne iznenađuje podatak da:
- 7% radne populacije ima oštećen sluha bukom,
- 30% ima priznatu nagluvost, kao profesionalnu bolest, zbog dugotrajne izloženosti prekomernoj buci na radu.[2][3][4]

## Etiologija
Dugotrajno dejstvo buke i zvučnih vibracija dovodi do nagluvosti, a stepen oštećenja sluha zavistan je od više faktora, u koje spadaju:
- dužine izloženosti ili dužina radnog staža provedenog u uslovima buke,
- priroda buke,
- kontinuitet buke — imajuči u vidu da je diskontinuirana buka štetnija od kontinuirane.
- intenzitet akustičke traume.

I dok buka intenziteta do 80 dB dovodi do postepenog gubitak sluha, buka većeg intenziteta to čini mnogo brže ili progresivnije.
Profesije izložene hroničnoj bucu
U profesije koje su izložene hroničnoj bucu spadaju:
- ložači,
- zakivači,
- ispitivači motora,
- kovači,
- radnici koji rade sa kompresorima i sa pneumatskim čekićima,
- mehaničari na vazduhoplovima

## Klinička slika
U kliničkoj slici hronične akustičke traume razvijaju se opšti i otološki (lokalni) simptomi.
Opšti simptomi
Od opšti simptoma najčešći su:
- nesanica,
- rasejanost,
- razdražljivost,
- hroničan umor
- depresija itd. Osnovni lokalni simptom jeste gubitak sluha.

Lokalni (otološki) simptomi
- Gubitak sluha kao posledica dugotrajne buke je uvek senzoneuralnog tipa,
- Simptomi se razviaju postepeno, ili neprimetno i simetrično.
- Nagluvost se prvo uočava u nivou visokofrekventnih tonova zbog čega osobe na početku počinju slabije da čuju visoke zvuke i teško razumevaju dovoljno čujan govor.
- Tinitus (zujanje) koji je važan klinički znak nastaje kasnije.

Oštećenja sluha mogu biti privremena i svi simptomi se mogu povući ako se prekine ekspozicija buci. U suprotnom nastaju trajna oštećenja.

## Dijagnoza
Dijagnoza se postavlja na osnovu anamneze, kliničke slike, ORL pregleda (otoskopija, audiometrijskog ispitivanje sluha).

## Terapija
Trenutno ne postoji uspešna terapija nagluvosti koja je posledica dejstva hronične buke. Zato je profilaksa najbitnija. Tu spadaju uvođenje nove tehnologije za neutralizaciju buke, sistemski pregledi radnika, primena sredstava protiv buke (čepovi, slušalice, kaciga, pauze u radu).

### Mere prevencije
Borba protiv profesionalne nagluvosti predstavlja ozbiljan zadatak na čijem rešavanju treba da rade otolozi, audiolozi, lekari za medicinu rada i higijenu saradjuju s arhitektima, urbanistima i državnim organima, budući da se funkcija oštećenog Kortijevog organa ne može popraviti, najveću važnost treba da pripišemo preventivnim merama.
Kod gradnje fabrika radna mesta na kojima se razvija velika buka treba da se odvoje od ostalih. Na mašinama i oko njih treba da se upotrebe izolaciona sredstva. Radnici koji rade na najbučnijim mestima moraju imati lična zaštitna sredstva (čepove od navoštene vate, ušne poklopce, kacige). 
Pregled sluha kod radnika koji su izloženi buci treba da se obavlja u redovnim razmacima vremena, sa ciljem da se udalje oni koji imaju naročitu dispoziciju za akustičko oštećenje.
Budući da buka deluje nepovoljno i na nervi sistem čoveka, borba protiv nje treba da bude opšta, a naročito u gradovima. Kako u ulicama sa intenzivnim saobraćajem nivo buke preko dana iznosi 80-90 dB, to može nepovoljno uticati na stanovnike, a pogotovu ako je i noćni nivo buke visok

## Spoljašnje veze
|  | Molimo Vas, obratite pažnju na važno upozorenje u vezi sa temama iz oblasti medicine (zdravlja). |